# Dernière danse
Dernière danse (tạm dịch: Điệu nhảy cuối cùng) là một bài hát bởi nhạc sĩ người Pháp Indila. Nó là đĩa đơn đầu tiên trong album phòng thu của cô, Mini World.

## Bố cục
Bài hát được viết theo khóa Đô thứ và có nhịp điệu 114 BPM.

## Video âm nhạc

### Bối cảnh
Video âm nhạc được phát hành vào ngày 4 tháng 12 năm 2013, đạo diễn bởi Sylvain Bressollette. Nó được quay tại Paris, Pháp. Video đó có 1,274,350,758 lượt xem tính đến ngày 14 tháng 4, 2025.

## Xếp hạng
| Xếp hạng (2014)                        | Hạng cao nhất |
| -------------------------------------- | ------------- |
| Áo (Ö3 Austria Top 40)                 | 72            |
| Bỉ (Ultratop 50 Flanders)              | 5             |
| Bỉ (Ultratop 50 Wallonia)              | 2             |
| Nhạc kỹ thuật số Bỉ (Billboard)        | 4             |
| Bảng xếp hạng không hợp lệ Séc         | 24            |
| Cộng hòa Séc (Singles Digitál Top 100) | 53            |
| Pháp (SNEP)                            | 2             |
| Đức (GfK)                              | 47            |
| Greece Airplay Chart (IFPI)            | 1             |
| Greece Digital Songs (Billboard)       | 1             |
| Hungary (Single Top 40)                | 24            |
| Israel (Media Forest)                  | 1             |
| Lebanon Top 20                         | 3             |
| Ba Lan (Polish Airplay Top 100)        | 3             |
| Poland (Video Chart)                   | 2             |
| Romania (Airplay 100)                  | 2             |
| Romania (Romania Radio Airplay)        | 1             |
| Romania (Romania TV Airplay)           | 1             |
| Slovakia (Rádio Top 100)               | 14            |
| Slovakia (Singles Digitál Top 100)     | 76            |
| Thụy Sĩ (Schweizer Hitparade)          | 15            |
| Thổ Nhĩ Kỳ (Number 1 Top 40)           | 1             |

| Xếp hạng (2014)          | Hạng |
| ------------------------ | ---- |
| Bỉ (Ultratop Wallonia)   | 3    |
| Pháp (SNEP)              | 4    |
| Israel (Media Forest)    | 7    |
| Ba Lan (ZPAV)            | 20   |
| Romania (Airplay 100)    | 3    |
| Ukraine Airplay (Tophit) | 152  |

### Chứng chỉ
| Quốc gia                                 | Chứng nhận | Số đơn vị/doanh số chứng nhận |
| ---------------------------------------- | ---------- | ----------------------------- |
| Bỉ (BEA)                                 | Platinum   | 30.000*                       |
| * Chứng nhận dựa theo doanh số tiêu thụ. |            |                               |